# Ice Radio
Ice Radio is een internet-radiostation dat in 2017 gepresenteerde programma’s ging maken nadat Rob Stenders overging van AVRO/TROS naar BNN/VARA en Kxradio achter zich moest laten. Op 8 oktober van dat jaar startte de eerste gepresenteerde uitzendingen van Ice Radio. 
(Ice Radio werd opgericht door André Dortmont in 2006 als non-stop station.)
Diverse DJ's van Kxradio stapten over naar de nieuwe zender.
Ice Radio is een zogenaamd 'free format'-radiostation, waarbij de DJ's volledig hun eigen playlist bepalen.
De zender is opgericht door André Dortmont en versterkt in 2017 door Martijn Richters en Albert-Jan de Jager.